# Liophis festae
Liophis festae este o specie de șerpi din genul Liophis, familia Colubridae, descrisă de Peracca 1897. Conform Catalogue of Life specia Liophis festae nu are subspecii cunoscute.